# 朽木氏秀
朽木 氏秀（くつき うじひで）は、南北朝時代の武将。

## 経歴
正平23年/応安元年（1368年）8月、六角氏頼より近江高島本庄後一条地頭職を安堵される。同5年、越中国岡成名などを弟の氏綱より譲られたが知行せず、惣領家は氏綱に移った。建徳2年/応安4年（1371年）河内に蜂起した南朝方を追討した。天授3年/永和3年（1377年）7月、再び朽木庄内針畑の地を授与され、同年12月には近江安主名相論につき足利義満の裁許を得た。応永14年（1407年）6月以降に死去。